# Guy Schlesser
Guy Schlesser, francoski general, * 1896, † 1970.